# 大塚全一
大塚 全一（おおつか ぜんいち、1915年3月6日 - 1996年4月21日）は、日本の土木系都市計画家。都市計画研究者。早稲田大学理工学部教授。

## 経歴
東京出身。旧制武蔵高等学校から東京帝国大学工学部土木科に進学し1939年に卒業後、内務省都市計画地方委員会に入省し山口県に赴任。山口地方委員会に勤め都市計画を担当。その後1943年に海軍に勤務した。戦後は短期間武蔵工業専門学校講師を経て戦災復興で再び都市計画を担当することになり, 京都府や大阪府の都市計画課, 奈良県の道路課に足掛け11年奉職し, 1957年に建設省 (現国土交通省)に移る。途中2年ほど首都高速道路公団に出向したが, 技術審議官や都市局技術参事官を歴任し、1966年に中国地方建設局長（現中国地方整備局長）で退官するまで、都市計画と道路の分野で活躍した。
都市局技術参事官時代に東京オリンピック関連事業の取りまとめに当たった。
建設省退官後は東京都の道路監を経て, 1969年からは帝都高速度交通営団 (現東京地下鉄 (株))の理事に移籍。
さらに1975年（昭和50年）、工学博士を授与され、同年4月から早稲田大学理工学部土木工学科の都市計画研究室の教授に就任（石川栄耀、松井達夫についで三代目。現在の都市計画 研究室は中川義英、交通計画は浅野光行から森本章倫が継いでいる）。1985年まで勤める。その間の1978年から3年間国立国会図書館客員調査員を兼務。早稲田大学では学部学生の他に大学院生を指導し、70歳で退職した。大学退職年の1985年勲三等瑞宝章。
大阪府都市計画課時代に大塚の下で働いた武蔵高等学校の後輩でもある石川允によると、大塚は戦災復興のほかに当時地方計画と称した府下各市町村の幹線街路網の整備に尽力したという。また大塚は大阪の都市計画街路築港深江線の高架を提唱し、併せて周辺の問屋をその高架の下に入れる重構造の再開発を提案していたという。

## 著作
- 『土地と人とまちとむら』（1985年、丸善）